# Jonathan Sánchez
Jonathan Alejandro Sánchez Hernández (Ciudad Valles, San Luis Potosí, 13 de marzo de 1994) es un futbolista mexicano que juega como defensa y su actual equipo son los Leones Negros UdeG de la Liga de Expansión MX.

## Trayectoria

### Club Universidad Nacional
El 17 de noviembre de 2022 se hace oficial su llegada al Club Universidad Nacional.

## Estadísticas
Actualizado el 27 de mayo de 2025.
| América · México                 | 1.ª                 | 2013                | 0   | 0  | 4  | 0 | - | - | 4   | 0  |
| América · México                 | 1.ª                 | 2013-14             | 2   | 0  | -  | - | - | - | 2   | 0  |
| América · México                 | Total               | Total               | 2   | 0  | 4  | 0 | 0 | 0 | 6   | 0  |
| Irapuato · México                | 2.ª                 | 2015                | 2   | 0  | 1  | 0 | - | - | 3   | 0  |
| Irapuato · México                | Total               | Total               | 2   | 0  | 1  | 0 | 0 | 0 | 3   | 0  |
| Alebrijes · México               | 2.ª                 | 2016                | 4   | 1  | 2  | 0 | - | - | 6   | 1  |
| Alebrijes · México               | 2.ª                 | 2016-17             | 37  | 0  | 8  | 0 | - | - | 45  | 0  |
| Alebrijes · México               | Total               | Total               | 41  | 1  | 10 | 0 | 0 | 0 | 51  | 1  |
| Cimarrones · México              | 2.ª                 | 2017                | 11  | 0  | 3  | 0 | - | - | 14  | 0  |
| Cimarrones · México              | Total               | Total               | 11  | 0  | 3  | 0 | 0 | 0 | 14  | 0  |
| Venados · México                 | 2.ª                 | 2018                | 10  | 0  | 3  | 0 | - | - | 13  | 0  |
| Venados · México                 | 2.ª                 | 2018-19             | 19  | 0  | 3  | 0 | - | - | 22  | 0  |
| Venados · México                 | 2.ª                 | 2019-20             | 15  | 0  | 3  | 0 | - | - | 18  | 0  |
| Venados · México                 | Total               | Total               | 44  | 0  | 9  | 0 | 0 | 0 | 53  | 0  |
| Atlante F. C. · México           | 2.ª                 | 2020-21             | 39  | 2  | -  | - | - | - | 39  | 2  |
| Atlante F. C. · México           | 2.ª                 | 2021-22             | 41  | 1  | -  | - | - | - | 41  | 1  |
| Atlante F. C. · México           | 2.ª                 | 2022                | 17  | 2  | -  | - | - | - | 17  | 2  |
| Atlante F. C. · México           | 2.ª                 | 2023                | 17  | 2  | -  | - | - | - | 17  | 2  |
| Atlante F. C. · México           | Total               | Total               | 114 | 7  | 0  | 0 | 0 | 0 | 114 | 7  |
| C. Universidad Nacional · México | 1.ª                 | 2023                | 7   | 0  | -  | - | - | - | 7   | 0  |
| C. Universidad Nacional · México | Total               | Total               | 7   | 0  | 0  | 0 | 0 | 0 | 7   | 0  |
| C. D. Leones Negros · México     | 2.ª                 | 2024                | 17  | 2  | -  | - | - | - | 17  | 2  |
| C. D. Leones Negros · México     | 2.ª                 | 2024-25             | 32  | 1  | -  | - | - | - | 32  | 1  |
| C. D. Leones Negros · México     | Total               | Total               | 49  | 1  | 0  | 0 | 0 | 0 | 49  | 1  |
| Total en su carrera              | Total en su carrera | Total en su carrera | 270 | 11 | 27 | 0 | 0 | 0 | 297 | 11 |
| (1) Incluye datos de la Copa MX. |                     |                     |     |    |    |   |   |   |     |    |

## Palmarés

### Títulos nacionales
| Título                                   | Club          | País   | Año    |
| ---------------------------------------- | ------------- | ------ | ------ |
| Liga de Expansión MX                     | Atlante       | México | A-2021 |
| Campeón de Campeones (Liga de Expansión) | Atlante       | México | 2022   |
| Liga de Expansión MX                     | Atlante       | México | A-2022 |
| Liga de Expansión MX                     | Leones Negros | México | C-2025 |